# Baronía de Casa Davalillo
La baronía de Casa Davalillo es un título nobiliario español, creado el 19 de diciembre de 1795, por el rey Carlos IV a favor de Andrea Davalillo Palacios y Martínez de la Piscina.

## Barones de las Cuatro Torres
|                        | Titular                                            | Periodo                |
| Creación por Carlos IV | Creación por Carlos IV                             | Creación por Carlos IV |
| ---------------------- | -------------------------------------------------- | ---------------------- |
| I                      | Andrea Davalillo Palacios y Martínez de la Piscina | 1795-1815              |
| II                     | José Gervasio García-Alessón y Davalillo           | 1815-¿?                |
| III                    | Félix García-Alessón y Davalillo                   | ¿?-1832                |
| IV                     | Carlos García-Alessón y Pinel                      | 1832-1868              |
| V                      | Fernanda García-Alessón y Pardo de Rivadeneira     | 1868-1886              |
| VI                     | Cristina Morenés y García-Alessón                  | 1886-1939              |
| VII                    | Felipe Navarro y Morenés                           | 1953-1975              |
| VIII                   | Juan Manuel Navarro y Jiménez                      | 1977-actual titular    |

## Historia de los barones de Casa Davalillo
- Andrea Davalillo Palacios y Martínez de la Piscina[2] (Madrid, 4 de diciembre de 1754[3] -1815), I baronesa de Casa Davalillo.[1] Era hija de Felipe de Davalillo y Piscina y de María Antonia de Palacios.[3]

Casó en primeras nupcias, en Madrid, el 16 de julio de 1774, con Felipe García de Alessón y González de Velandia (Madrid, 26 de mayo de 1739-c. 1784), teniente de navío de la Real Armada, oficial mayor de la secretaría del despacho de Marina y caballero de la Orden de Santiago, quien testó el 10 de abril de 1784. Fueron padres de dos hijos, José y Félix, ambos sucesores en el título.
Contrajo un segundo matrimonio Juan José de Alessón y Bueno Romero (1758-1818), caballero de la Orden de Carlos III, miembro del consejo del rey y su secretario y académico de honor de la Academia de Bellas Artes. Le sucedió su hijo del primer matrimonio:
- José Gervasio García-Alessón y Davalillo (Madrid, 19 de junio de 1775[3]-después de 1804), II Barón de Casa Davalillo,[4][6] gentilhombre de la casa real y caballero de la Orden de Carlos III en 1804.[3]

Sucedió su hermano:
- Félix García-Alessón y Davalillo (Madrid, 13 de marzo de 1779-31 de mayo de 1845[7]), III barón de Casa Davalillo,[4] capitán de infantería y oficial archivero de la Secretaría de Estado y del Despacho Universal de Gracia y Justicia.[8]

Casó, el 17 de diciembre de 1804, con María de la Concepción Pinel y Ceballos, IV  condesa del Asalto,marquesa de Grigny, así como marquesa de Borghetto y IV marquesa de Ceballos, ambos título de las Dos Sicilias.
En 27 de febrero de 1832, sucedió su hijo:
- Carlos García-Alessón y Pinel (Madrid, 15 de febrero de 1805[8]-25 de diciembre de 1868[9]),[b] IV barón de Casa Davalillo,[1][4]  V conde del Asalto,[7] marqués de González y V marqués de Ceballos títulos ambos de las Dos Sicilias.

Casó el 7 de noviembre de 1826 con María de los Dolores Pardo de Rivadeneyra y Ruiz de Trocóniz. Le sucedió su hija:
- María Fernanda García-Alessón y Pardo de Rivadeneira (Madrid, 4 de octubre de 1829-2 de octubre de 1911),[10] V baronesa de Casa Davalillo[4][1] y VI condesa del Asalto.[7]

Casó, el 30 de marzo de 1858, Carlos Morenés y Tord (Tarragona, 19 de septiembre de 1831-22 de febrero de 1906), IV barón de las Cuatro Torres, caballero de la Orden de San Juan de Jerusalén y gran cruz de la Orden de Isabel la Católica, político, historiador, académico de la Real Academia de la Historia y propietario agrario y gentilhombre de cámara de la reina Isabel II de España. En 28 de junio de 1886, sucedió, por cesión, su hija:
- Cristina Morenés y García-Alessón (Madrid, 20 de octubre de 1862-Madrid, 9 de mayo de 1939), VI baronesa de Casa Davalillo.[1][4]

Casó en 1886, con Felipe Navarro y Ceballos-Escalera (1862-1936), teniente general del ejército, gentilhombre, caballero de la Orden de Calatrava y capitán general de Madrid. En 23 de enero de 1953, sucedió su hijo:
- Felipe Navarro y Morenés (m. 1975), VII barón de Casa Davalillo.[14]

Casó, en Madrid el 30 de octubre de 1916, con Ana María Figueroa y O'Neill, III marquesa del Norte. Sucedió su nieto, hijo de Manuel Navarro y Figueroa (n. 17 de septiembre de 1917) y de su esposa Carmen Jiménez y Astral.
- Juan Manuel Navarro y Jiménez, VIII barón de Casa Davalillo.[16]